# World Boxing Association
De World Boxing Association (WBA) is een boksbond die in 1921 werd opgericht als de NBA (National Boxing Association) in Rhode Island. De eerste bokswedstrijd die werd georganiseerd door deze bond was een zwaargewichtwedstrijd: Jack Dempsey tegen Georges Carpentier. In 1937 werd de NBA-zwaargewichttitel gewonnen door Joe Louis en hij hield deze titel tot 1949. Na 1950 begon de populariteit van boksen te groeien door de uitvinding van de televisie.

## Winnaars van de WBA-titel

### Mannelijk
| Gewichtsklasse      | Kampioen                                     | Begin regeerperiode | Dagen |
| ------------------- | -------------------------------------------- | ------------------- | ----- |
| Mini vlieggewicht   | Thammanoon Niyomtrong (THA)                  | 29 juni 2016        | 1119  |
| Licht vlieggewicht  | Hiroto Kyoguchi (JPN) (Super Champion)       | 31 december 2018    | 204   |
| Licht vlieggewicht  | Carlos Cañizales (VEN)                       | 18 maart 2018       | 492   |
| Vlieggewicht        | Artem Dalakian (UKR)                         | 24 februari 2018    | 514   |
| Super vlieggewicht  | Kal Yafai (UK)                               | 10 december 2016    | 955   |
| Bantamgewicht       | Nonito Donaire (PHI) (Super Champion)        | 3 november 2018     | 262   |
| Bantamgewicht       | Naoya Inoue (JPN)                            | 25 mei 2018         | 424   |
| Super bantamgewicht | Danny Roman (USA) (Super Champion)           | 9 december 2017     | 591   |
| Super bantamgewicht | Brandon Figueroa (USA) (Interim champion)    | 20 april 2019       | 94    |
| Vedergewicht        | Léo Santa Cruz (MEX) (Super Champion)        | 28 januari 2017     | 906   |
| Vedergewicht        | Xu Can (CHN)                                 | 26 januari 2019     | 178   |
| Super vedergewicht  | Gervonta Davis (USA) (Super Champion)        | 21 april 2018       | 458   |
| Super vedergewicht  | Andrew Cancio (USA)                          | 09 februari 2019    | 164   |
| Lichtgewicht        | Vasyl Lomachenko (UKR)(Super Champion)       | 12 mei 2018         | 437   |
| Super lichtgewicht  | Regis Prograis (USA)                         | 27 april 2019       | 87    |
| Weltergewicht       | Manny Pacquiao (PHI) (Super Champion)        | 20 juli 2019        | 3     |
| Super weltergewicht | Julian Williams (USA) (Unified Champion)     | 11 mei 2019         | 73    |
| Middengewicht       | Saúl "Canelo" Álvarez (MEX) (Super Champion) | 15 september 2018   | 311   |
| Middengewicht       | Ryota Murata (JPN)                           | 12 juli 2019        | 11    |
| Super middengewicht | Callum Smith (UK) (Super Champion)           | 28 september 2018   | 298   |
| Super middengewicht | Saúl "Canelo" Álvarez (MEX)                  | 15 december 2018    | 220   |
| Super middengewicht | John Ryder (GBR) (Interim champion)          | 5 mei 2019          | 79    |
| Light zwaargewicht  | Dmitry Bivol (RUS)                           | 21 mei 2016         | 1158  |
| Light zwaargewicht  | Jean Pascal (CAN)                            | 19 januari 2019     | 185   |
| Cruisergewicht      | Arsen Goulamirian (FRA)                      | 31 mei 2019         | 53    |
| Zwaargewicht        | Oleksandr Usyk (UKR)                         | 25 september 2021   | 36    |
| Zwaargewicht        | Trevor Bryan (USA) (Interim champion)        | 11 augustus 2018    | 346   |